# Geno Washington

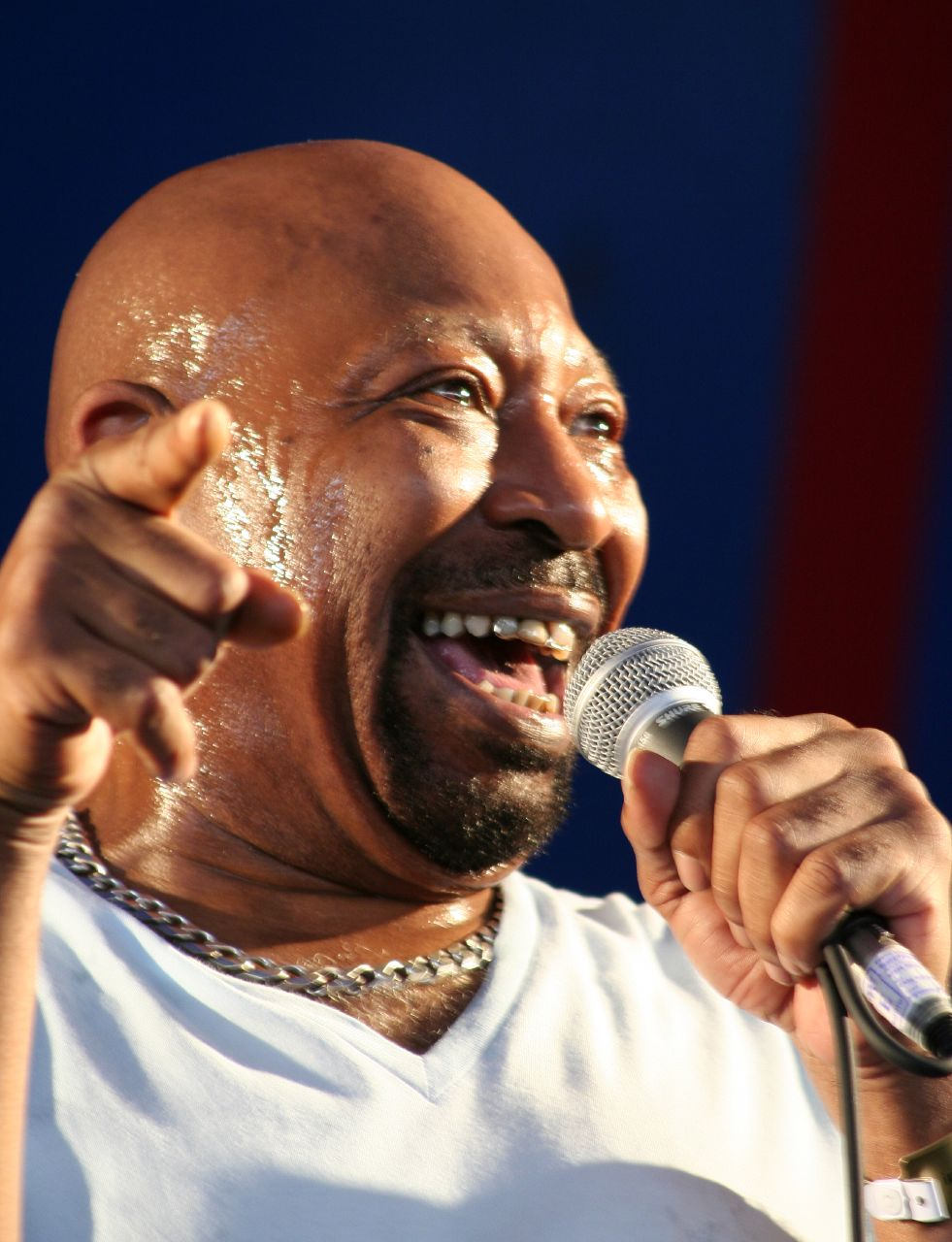
Geno Washington, 2007

William Francis „Geno“ Washington (* Dezember 1943 in Evansville, Indiana) ist ein US-amerikanischer R&B-Musiker. Er feierte seine größten Erfolge im Vereinigten Königreich.
Zwischen 1966 und 1969 veröffentlichte The Ram Jam Band fünf Alben mit Washington als Mitglied. Seit Anfang 1976 erschienen von ihm acht Solo-Alben. Auf einer Geburtstagsfeier in Manchester erteilte er Ian Brown den Rat, Sänger zu werden, woraufhin jener die Gitarrenband The Stone Roses gründete.
Die Band Dexys Midnight Runners widmete Geno Washington ein Lied, das seinen Vornamen als Titel trägt.

## Diskografie

### Alben
| Jahr | Titel                                           | Höchstplatzierung, Gesamtwochen, AuszeichnungChartsChartplatzierungen (Jahr, Titel, Platzierungen, Wochen, Auszeichnungen, Anmerkungen) | Anmerkungen |
| Jahr | Titel                                           | UK | Anmerkungen |
| ---- | ----------------------------------------------- | --- | ----------- |
| 1966 | Hand Clappin’ Foot Stompin’ Funky-Butt... Live! | UK5 (38 Wo.)UK |             |
| 1967 | Hipsters, Flipsters, Finger-Poppin’ Daddies     | UK8 (9 Wo.)UK |             |

### Singles
| Jahr | Titel Album     | Höchstplatzierung, Gesamtwochen, AuszeichnungChartsChartplatzierungen (Jahr, Titel, Album, Platzierungen, Wochen, Auszeichnungen, Anmerkungen) | Anmerkungen          |
| Jahr | Titel Album     | UK | Anmerkungen          |
| ---- | --------------- | --- | -------------------- |
| 1966 | Water –         | UK39 (8 Wo.)UK | mit The Ram Jam Band |
| 1966 | Hi! Hi! Hazel – | UK45 (4 Wo.)UK | mit The Ram Jam Band |
| 1966 | Que sera sera – | UK43 (3 Wo.)UK | mit The Ram Jam Band |
| 1967 | Michael –       | UK39 (5 Wo.)UK |                      |

### Musikbeispiele
- Geno Washington & The Ram Jam Band: Michael (Beat-Club 1967) auf YouTube
- Geno Washington & The Ram Jam Band: You Don't Know Like I Know (Beat-Club 1967) auf YouTube
- Dexys Midnight Runners: Geno (Top Of The Pops 1980) auf YouTube